# 15 août 1950
Le mardi 15 août 1950 est le 227e jour de l'année 1950.

## Naissances
- Andreas Demetriou, psychologue chypriote grec
- Andres Serrano, photographe américain
- Anne du Royaume-Uni, princesse britannique
- Erwin Stricker (mort le 28 septembre 2010), skieur alpin italien
- Gaylen Ross, actrice américaine
- Jean-Marie Taubira, homme politique français
- Jorma Ollila, homme d'affaires finlandais
- Ron Lemieux, homme politique canadien
- Sidy Lamine Niasse (mort le 4 décembre 2018), avocat sénégalais
- Tess Harper, actrice américaine
- Tommy Aldridge, batteur américain
- Valdo Cilli (mort le 27 juin 2008), chanteur des années 1980
- Volker Fischer, escrimeur allemand

## Décès
- Jacques Madyol (né le 6 septembre 1871), peintre belge

## Événements
- Début de la bataille de Battle Mountain durant la guerre de Corée
- Soekarno, face aux tentatives sécessionnistes appuyées par les Néerlandais à l’ouest de Java et à Aceh, à Célèbes et dans les Moluques, rétablit un État unitaire en Indonésie.
- Le séisme de 1950 en Assam et au Tibet de magnitude 8,7 fait 1 530 victimes en Assam en Inde[1] 3 300 au Tibet.
- Création de Tinton Falls dans le New Jersey
- Le pape Pie XII proclame solennellement Le dogme de l’Assomption[2]